# Madeleine Hogan
Madeleine Hogan (8 de diciembre de 1988) es una atleta paralímpica de Australia que compite principalmente en las pruebas de lanzamiento de jabalina de las categorías F42/F46. Ha ganado medallas de bronce en los Juegos Paralímpicos de verano de 2008 y en los de 2012. Representó a Australia en los Juegos Paralímpicos de Río de Janeiro 2016 en atletismo.

## Vida personal
Hogan nació en el suburbio de Ferntree Gully, en Melbourne, situado en la cordillera de Dandenong, el 8 de diciembre de 1988, sin la mitad inferior de su brazo izquierdo. Tiene dos hermanos menores, Brock y Courtney. En su adolescencia, entre 2001 y 2006, Hogan completó los años 7 a 12 en el Brentwood Secondary College en Glen Waverley (Victoria). Después de graduarse, estudió Ciencias del Ejercicio y del Deporte en la Universidad de Deakin.

## Carrera deportiva

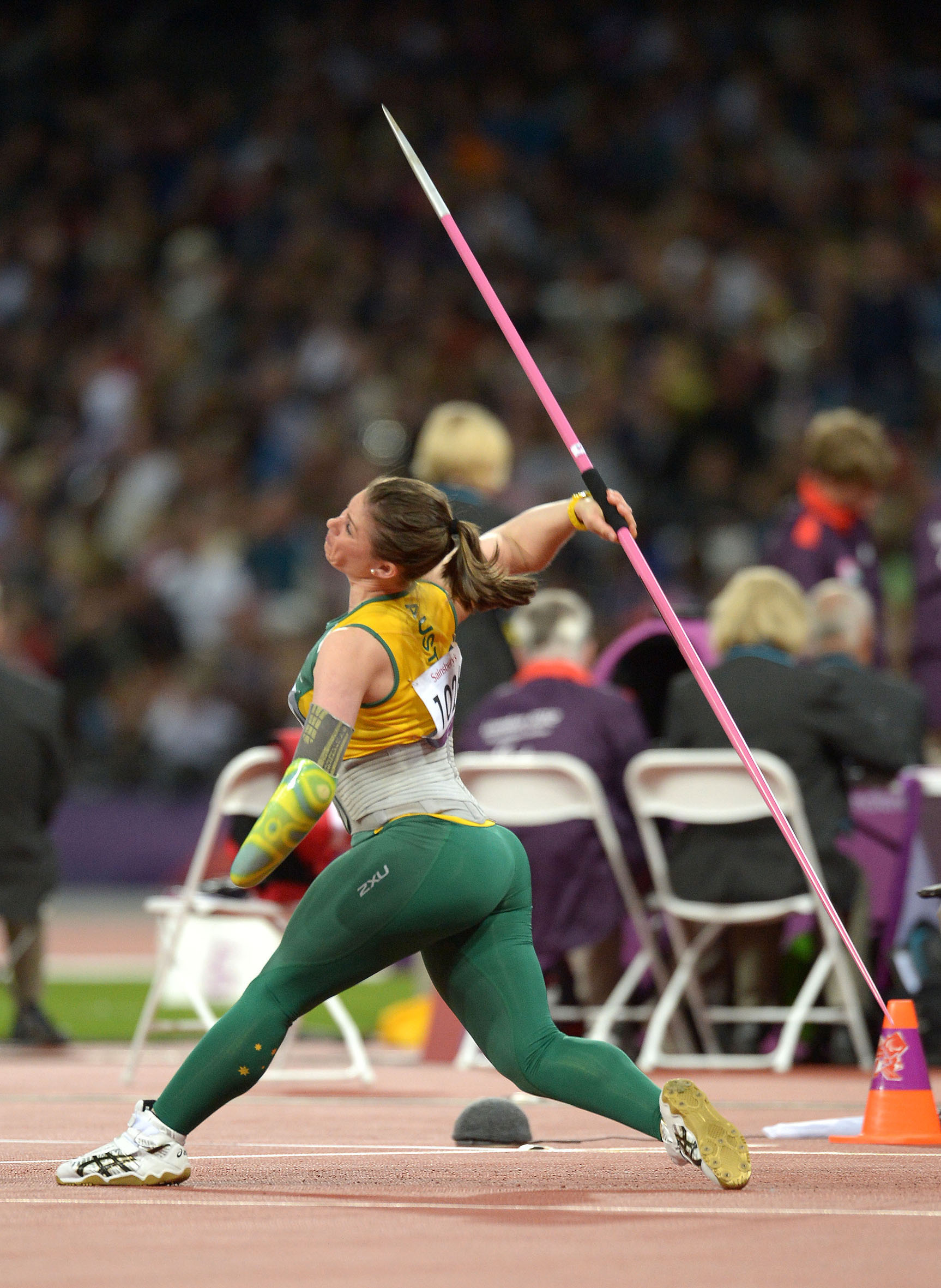
Hogan en los Juegos Paralímpicos de Londres 2012.

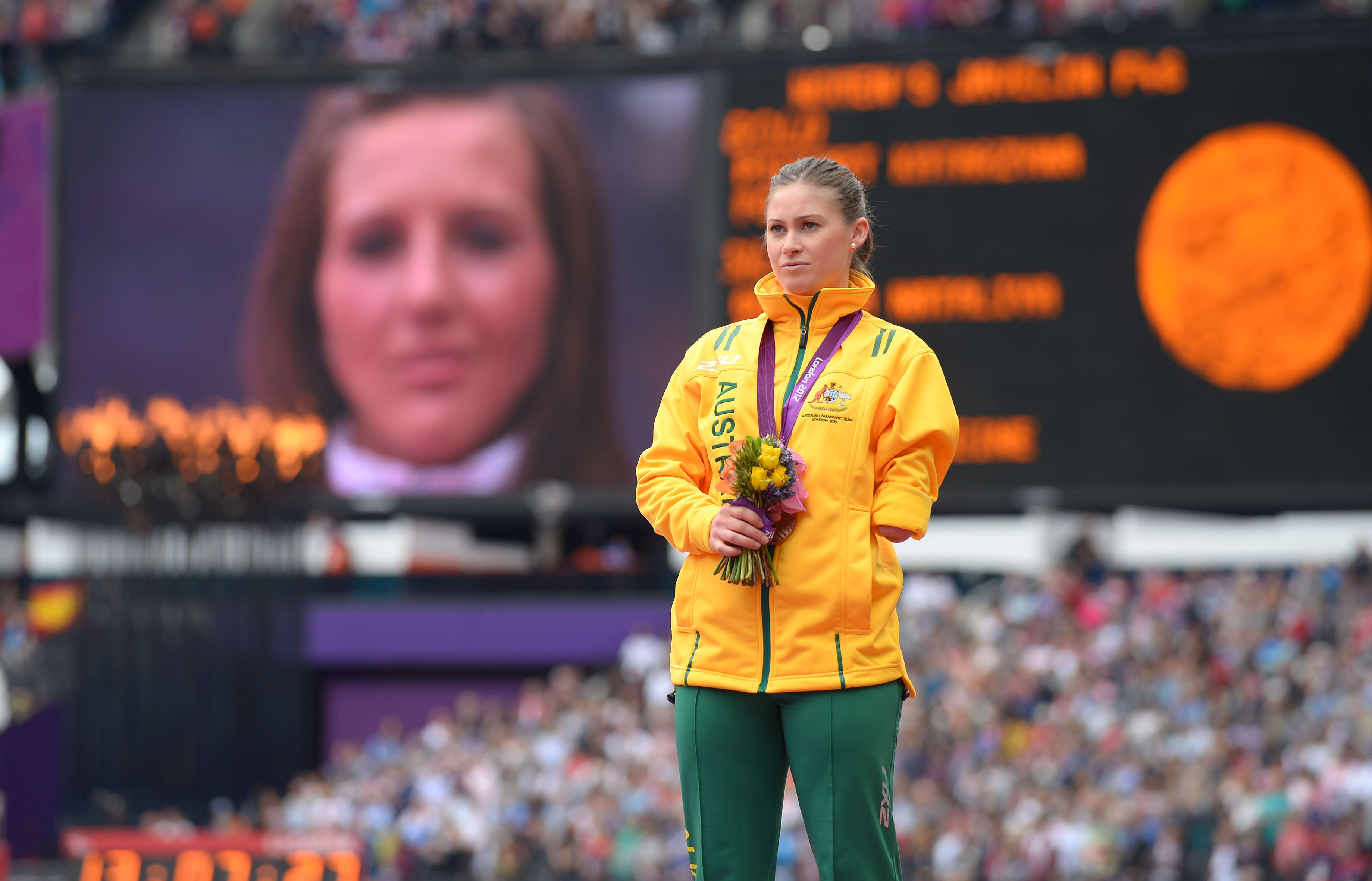
Hogan en los Juegos Paralímpicos de Londres 2012.

Hogan estuvo muy involucrada en el deporte mientras estaba en la escuela y su habilidad fue identificada en un día de búsqueda de talento atlético en 2005. Se tomó el atletismo en serio en 2006. Es miembro del Knox Athletics Club de Melbourne.
En los Juegos Paralímpicos de Pekín 2008, ganó la medalla de bronce en la categoría de jabalina femenina F46. Antes de los Campeonatos Mundiales de Atletismo del IPC de 2011 en Christchurch, se desgarró un tendón en su brazo derecho de lanzamiento pero superó la lesión para ganar la medalla de oro en la F46 de lanzamiento de jabalina femenina con una distancia de 37,79 m. El lanzamiento ganador de Hogan fue cuatro metros mejor que el de sus rivales más cercanas Natalia Gudkova (33,65 m) de Rusia, en posición de plata, y Hollie Beth Arnold (32,45 m) de Gran Bretaña, en bronce. En los Juegos Paralímpicos de Londres 2012, Hogan ganó una medalla de bronce en la jabalina femenina F46.
Se vio obligada a retirarse de los Campeonatos Mundiales de Atletismo de 2015 en Doha debido a la ruptura de su ligamento cruzado anterior mientras entrenaba para el evento de jabalina F47.  Anteriormente se había roto la otra rodilla.
Está entrenada por John Eden, y es becaria del Instituto Victoriano de Deportes. Representó a Victoria en el cricket en los campeonatos nacionales sub-19 como jugadora de bolos y golf.
Desde su cirugía de rodilla a principios de noviembre de 2015 Hogan se recuperó con éxito de la rehabilitación y compitió en los Juegos Paralímpicos de Río de Janeiro 2016.  Se clasificó en quinto lugar en el lanzamiento de jabalina F46. Tras el éxito de Hogan en Río, el 2 de mayo de 2017, anunció su retiro.